# Ялтинський гірсько-лісовий природний заповідник

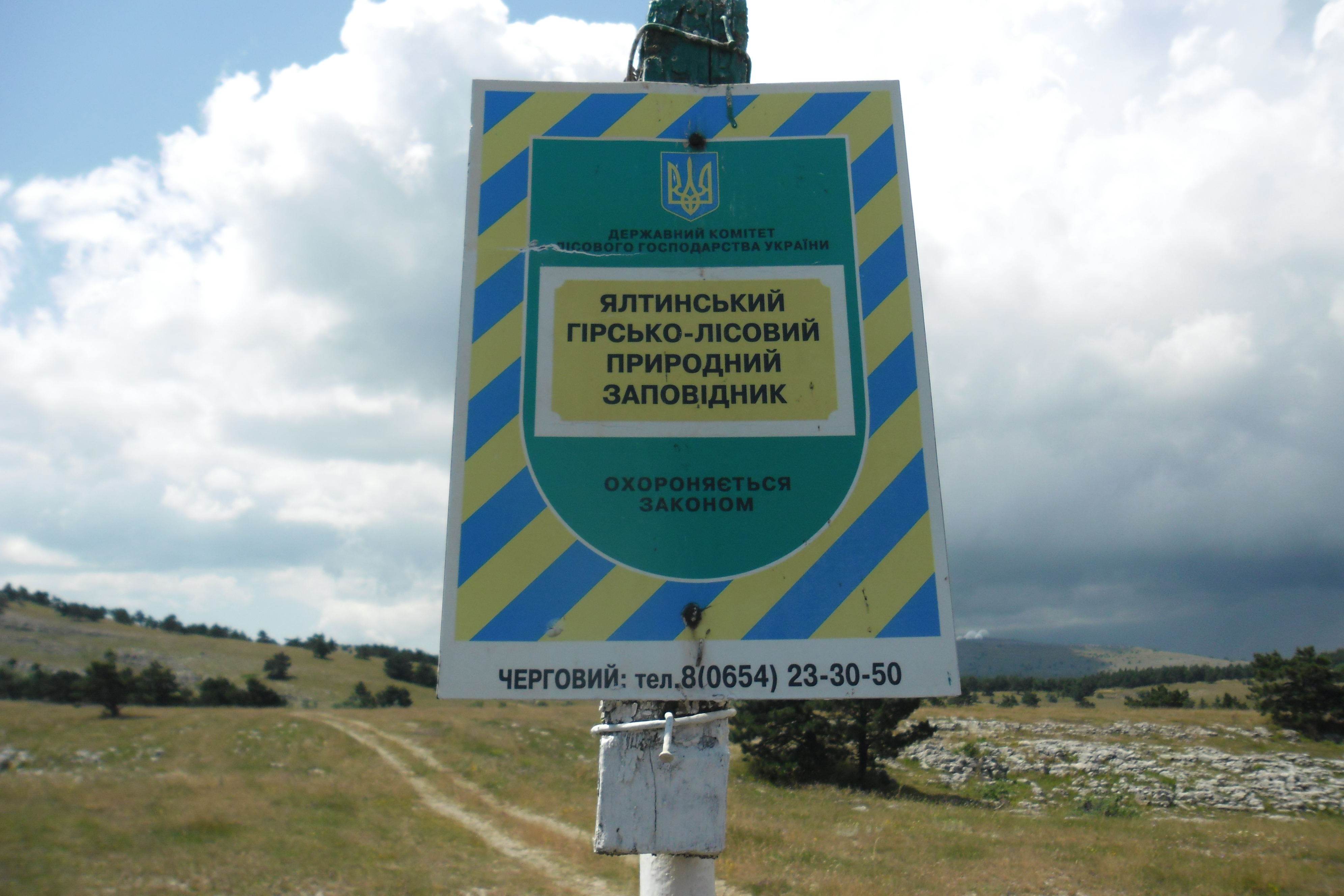
Щит-вказівник заповідника.

Я́лтинський гі́рсько-лісови́й запові́дник — природоохоронна територія в Автономній Республіці Крим, створений у 1973 році.

## Загальний опис
Тут охороняються високоствольні соснові, букові та дубові ліси, іноді з вічнозеленим середземноморським підліском. Флора заповідника нараховує 1356 видів рослин, у тому числі 115 ендеміків, фауна представлена 37 видами ссавців, 113 видами птахів, 11 видами плазунів і 4 видами земноводних.

## Історія створення
Ялтинський гірсько-лісовий природний заповідник було створено згідно з постановою Ради Міністрів УРСР від 20 лютого 1973 р. № 84 на базі Ялтинського держлісгоспу.

## Розташування
Заповідник розташований у південно-західній частині Криму на площі 14523,0 га. Його територія простягається уздовж Чорного моря із заходу на схід від Фороса до Гурзуфа на 49 км, оточуючи Велику Ялту. В цілому територія заповідника знаходиться в межах висот 380—1200 м над р.м., в окремих місцях опускаючись до моря. Максимальна висота його 1234 м на г. Ай-Петрі.

## Природні умови

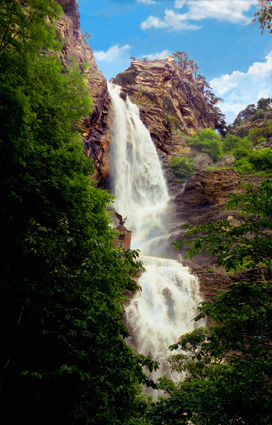
Учан-Су

Згідно з фізико-географічним районуванням, територія заповідника належить до Кримського гірсько-лісового краю Кримської гірської ландшафтної країни, а його рослинність за геоботанічним районуванням — до Гірськокримського округу Кримсько-Новоросійської провінції Середземноморської лісової області.
Заповідник займає південний макросхил Головної гряди, що простягається із заходу на схід і складена породами різного віку: від темно-сірих тріасових сланців, перекритих юрськими вапняками, які, власне, і формують гряду, до сучасних четвертинних лесів. Верхня і середня частини схилів круті (30-40 °C), часто обривисті, нижні — пологі (10-20 °C), сильно почленовані глибокими долинами та ярами. Верхня частина гряди — яйла (у перекладі з татарської — «пасовище») — являє собою горбисте плато від кількохсот метрів до 5-7 км завширшки з карстовими впадинами, котловинами, зниженнями. На території заповідника знаходяться 194 карстові порожнини (до кадастру карстових порожнин Криму занесено дещо понад 1000 порожнин).
Клімат заповідника в його нижній частині близький до середземноморського, зі збільшенням висоти переходить до помірно прохолодного і вологого на яйлі. Середньорічна температура становить +13 °C, середня температура січня — +3,5 °C, липня — +24 °C. Безморозний період триває 247 днів, а днів зі сніговим покривом нараховується, у середньому, 11. За рік тут випадає 550—560 мм опадів. На яйлі клімат помірно прохолодний і вологий, типово гірський. Середньорічна температура знижується до +5,7 °C, середня температура січня становить −4 °C, липня — +15,4 °C. Безморозний період триває 150—160 днів, сніговий покрив держиться 110 днів, кількість опадів становить 960—1050 мм.
В умовах субсередземноморського клімату формуються коричневі ґрунти, які в середньому та верхньому поясах переходять у бурі. На яйлі під густим трав'яним покривом на вапняках формуються перегнійно-карбонатні гірсько-степові ґрунти.

## Біота

### Флора
Рослинність заповідника досить різноманітна і утворює чотири висотних пояси. Від узбережжя до висоти 400—450 м зростають пухнастодубові ліси з ділянками ялівцю високого та фісташки туполистої. Саме в цьому поясі ростуть і вічнозелені суничник дрібноплодий, чист кримський, тамус звичайний, рускуси під'язиковий та понтійський. Під впливом рубок вони замінюються густими заростями із грабинника східного або держидерева колючого.
На висоті від 400 до 900 м простягається широкий пояс лісів сосни кримської. Якщо в нижній його частині домінують субсередземноморські види, то у верхній — неморальні (дуб скельний, граб, ясен). Місцями ліси дуба скельного займають великі площі. По крутих обривах сосна кримська підіймається до самої яйли.
Вище 900 м (до 1200 м н.р.м.) формуються угруповання третього поясу — ліси сосни Коха (в районі Гурзуфа) у поєднанні з сосною звичайною і типові букові ліси, що займають вирівняні ділянки.
На вершині яйли розкинулися специфічні лучні степи, які на крутих схилах змінюються угрупованнями чагарничків, а в карстових пониженнях — луками. У степах переважає реліктовий вид — осока низька або типчак скельний, бромопсис кападокійський. Зрідка можна побачити сріблясті плями ковили каменелюбної. У складі цих угруповань трапляється велика кількість ендемічних видів.
На території заповідника зростають 18 рослинних угруповань (ялівцю високого, фісташки туполистої, сосни кримської та Коха, осоки низької, ковили каменелюбної та ін.), занесених до Зеленої Книги України (із 23 таких угруповань, відомих для Гірського Криму).
Флора заповідника налічує 1364 види судинних рослин, які належать до 509 родів та 100 родин. Найбільше серед них айстрових (12,2 %), далі йдуть бобові (9,4 %), злакові (8,3 %), хрестоцвіті (5,7 %), розоцвіті (5,6 %), губоцвіті (5,2 %), зонтичні (4,2 %) та ін. Переважають у флорі багаторічні трави (54,8 %), на другому місці — однорічники (34,3 %), частка чагарників, напівчагарників та чагарничків становить лише 10,9 %. Серед них один ендемічний рід — Румія і близько 8 % ендемічних видів: гвоздика низька, березка кримська, соболевскія каменелюбна, кропива глуха гола, чина пальчаста, півонія кримська, герань кримська, ломикамінь зрошуваний, сонцецвіт Стевена, самосил яйлинський, проломник кримський та багато інших. Крім того, тут ростуть 183 види мохів, що становить 60 % видів біофлори Криму, 154 види лишайників, а також 1733 види грибів.
У флорі заповідника нараховується 78 рідкісних видів рослин, занесених до Червоної книги України: краєкучник перський, адіант венерин волос, ялівець високий, сон кримський, роговик Біберштейна, смілка зеленоквіткова, півонія кримська, фіалка кримська, чист кримський, соболевскія сибірська, суничник дрібноплодий, зіновать Вульфа, фісташка туполиста, прангос трироздільний, громовик багатолистий, аденофора кримська, дуже багато видів орхідних. Тут відмічено 24 види рослин, занесених до Європейського червоного списку, 8 видів, занесених до Додатка 1 Бернської конвенції.

### Фауна
- див. також фауна Криму

Різноманітність природних умов, рослинного покриву зумовлює багатство фауни заповідника. Тут мешкає 37 видів ссавців, 150 — птахів, 16 — плазунів, 4 види земноводних, 90 видів комах та 119 видів молюсків.
Зі ссавців досить типовими є такі види як: їжак білочеревий, заєць сірий, мишак уральський, полівка алтайська, ласка, куниця кам'яна, сарна європейська тощо.
До Червоної книги України занесено велику групу рукокрилих, що живуть у печерах, будівлях, дуплах дерев: підковиків великого і малого; нічниць  війчасту і триколірну; широковуха європейського, вечірниць малу й велетенську; нетопирів гірського та білосмугого. Крім того, по берегах гірських потоків трапляються рясоніжка мала, в лісах — борсук, яких теж занесено до Червоної книги України.
Чимало видів ссавців Криму відрізняються від типових і розглядаються як окремі ендемічні підвиди, серед них: мідиця мала кримська, лисиця руда гірсько-кримська, куниця кам'яна кримська, олень благородний кримський тощо. Деяких тварин було завезено до Криму і вони тут акліматизувалися (вивірка телеутка, муфлон, кабан дикий уссурійський).
Досить багатим є світ птахів у Ялтинському заповіднику. Тут їх трапляється близько 150 видів, з яких гніздяться 40 видів. Найтиповіші з них у лісах — зяблик, великий строкатий дятел, синиці чорна й велика, дрізд чорний; на яйлі — жайворонок польовий, щеврик лісовий; на скелях — серпокрильці, голуб сизий тощо. Рідкісними стали такі хижі птахи, як орел-могильник, боривітер степовий, сокіл-сапсан та сокіл-балабан, яструб малий та інші.
Плазуни представлені невеликою кількістю видів. Найчастіше зустрічаються ящірки кримська, прудка та скельна, рідше — жовтопузик і дуже рідко — гекон кримський, полози жовточеревий та леопардовий. З земноводних тут відомі квакша звичайна, ропуха зелена, жаба озерна.
Фауна безхребетних у Криму значно багатша, хоча тут немає багатьох типових для материка видів. Натомість є багато видів цикад, метеликів, серед яких є ендеміки. До Червоної книги України занесено богомолів — емпуза смугастого та боліварію короткокрилу, з інших — туруна кримського, махаона, поліксену, носачку листовидну, сатира евксинського, чорнушку Фегея.
Загалом на території заповідника мешкають 30 видів тварин, занесених до Червоної книги України, 9 видів, занесених до Європейського червоного списку.

## Галерея

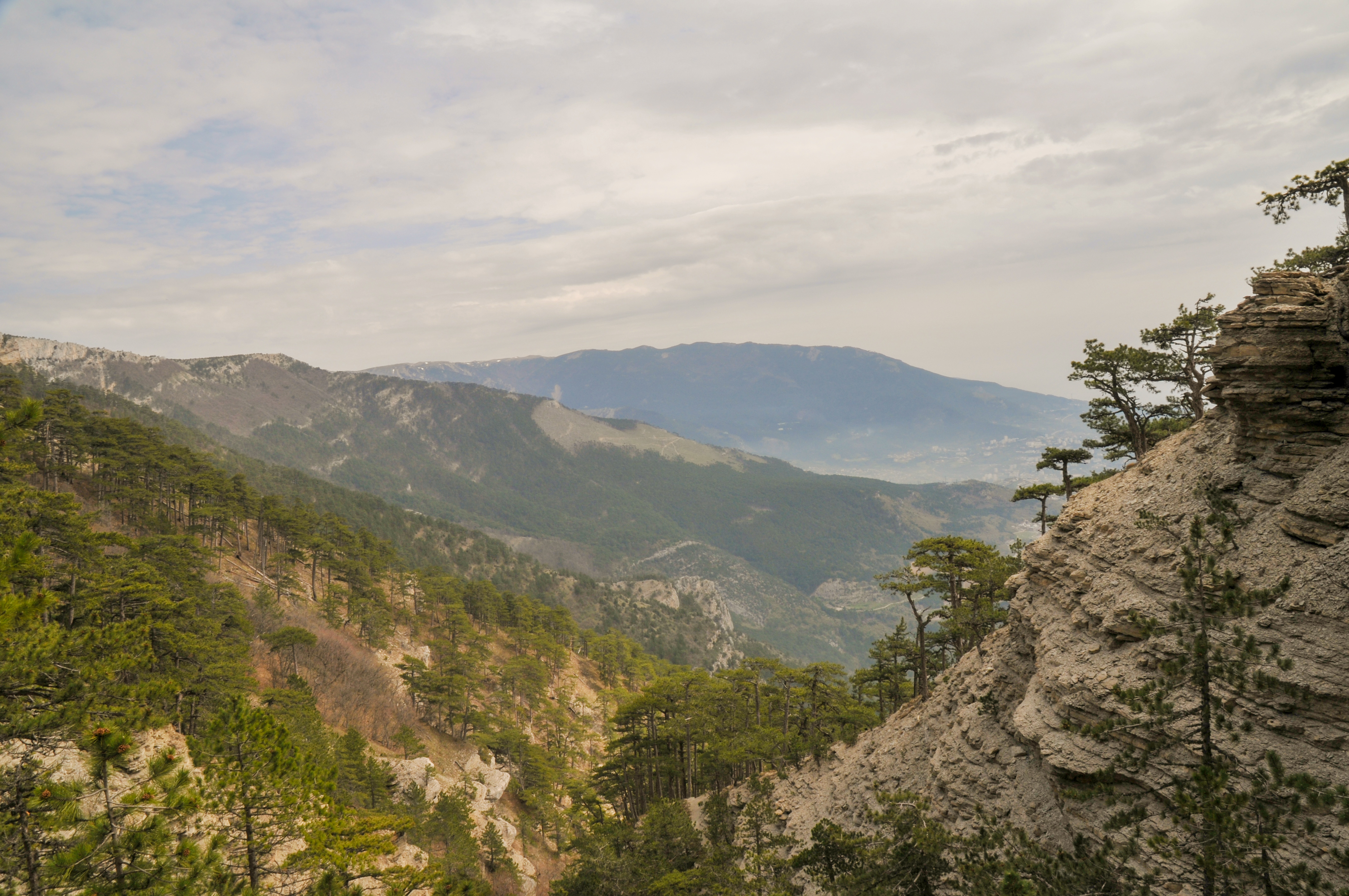
Весна в заповіднику
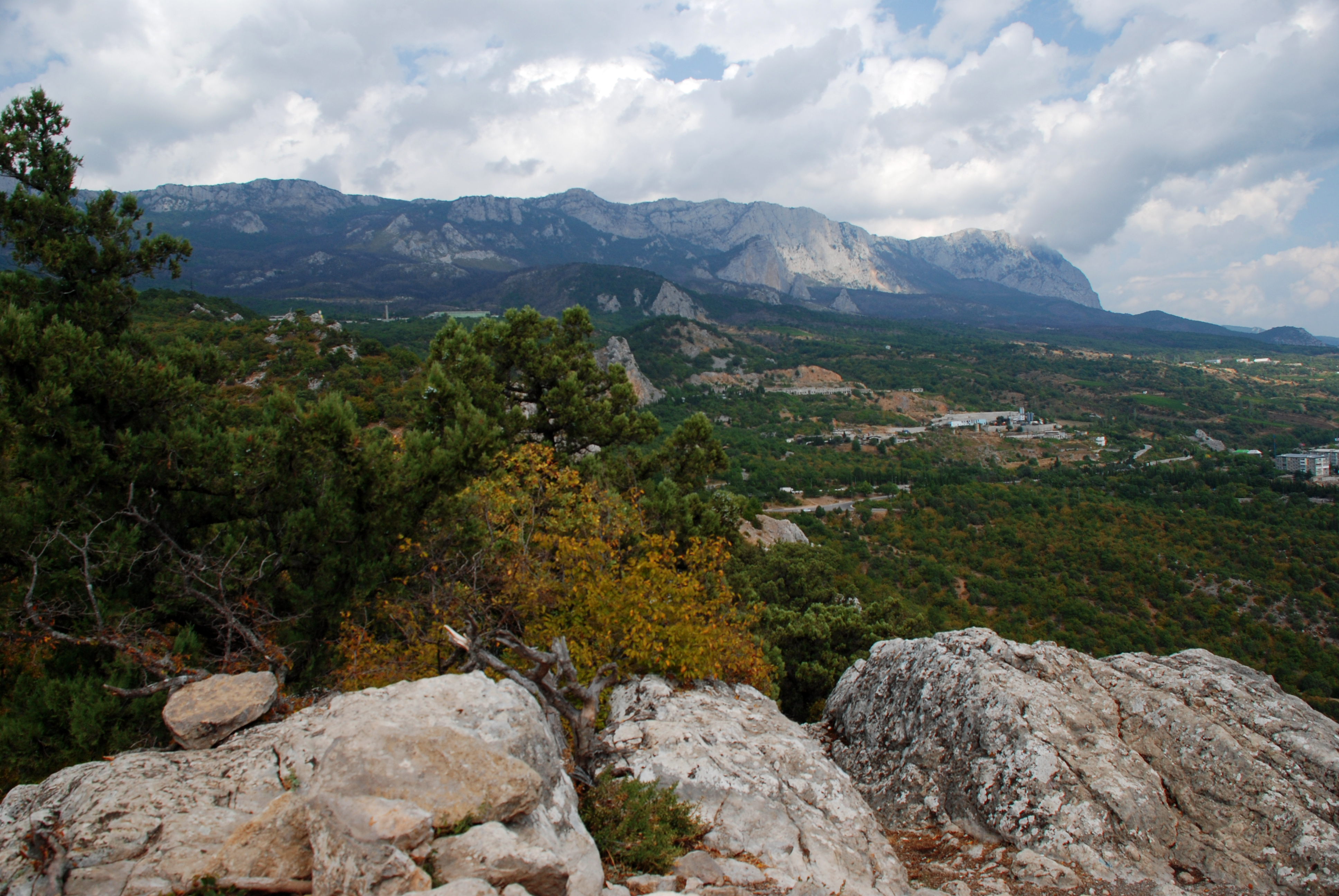
Осінній краєвид
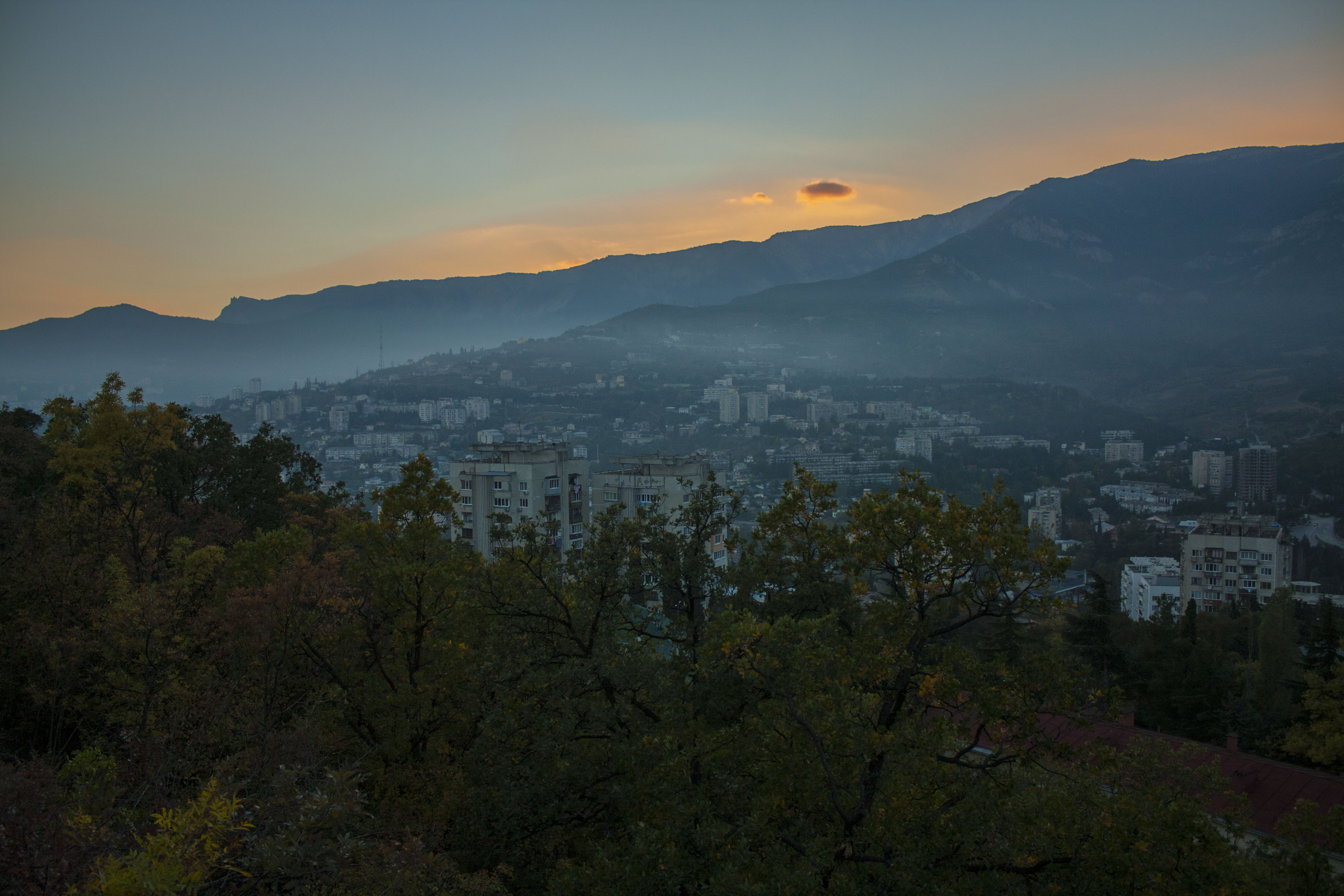
Головна гряда Ялтинського ГЛПЗ
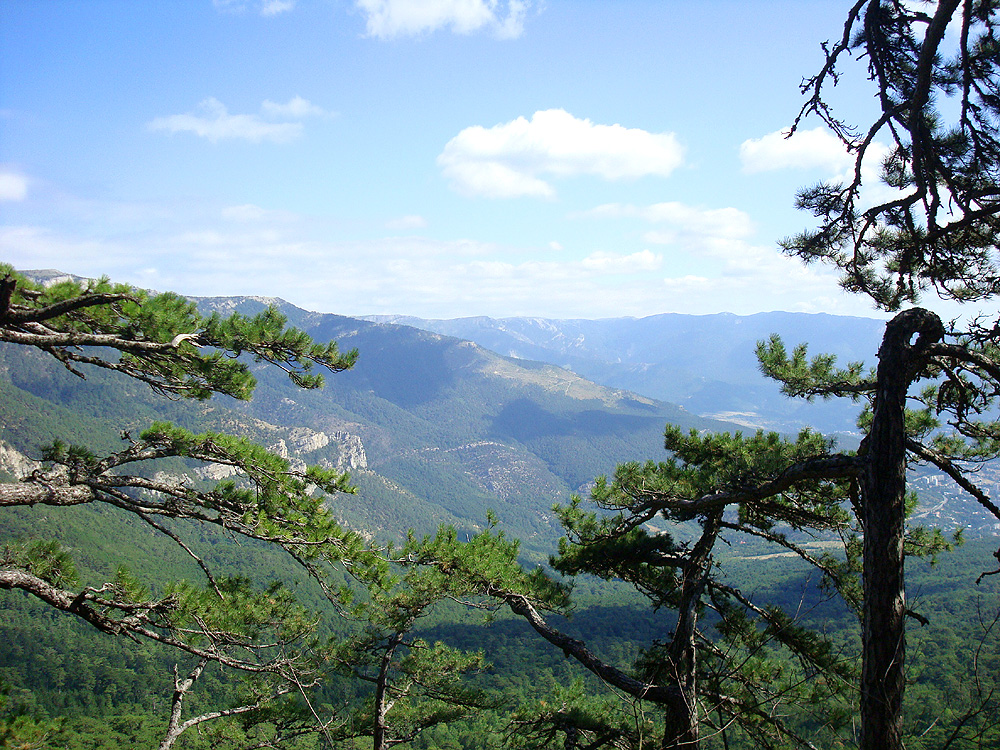
Північно-східна частина заповідника
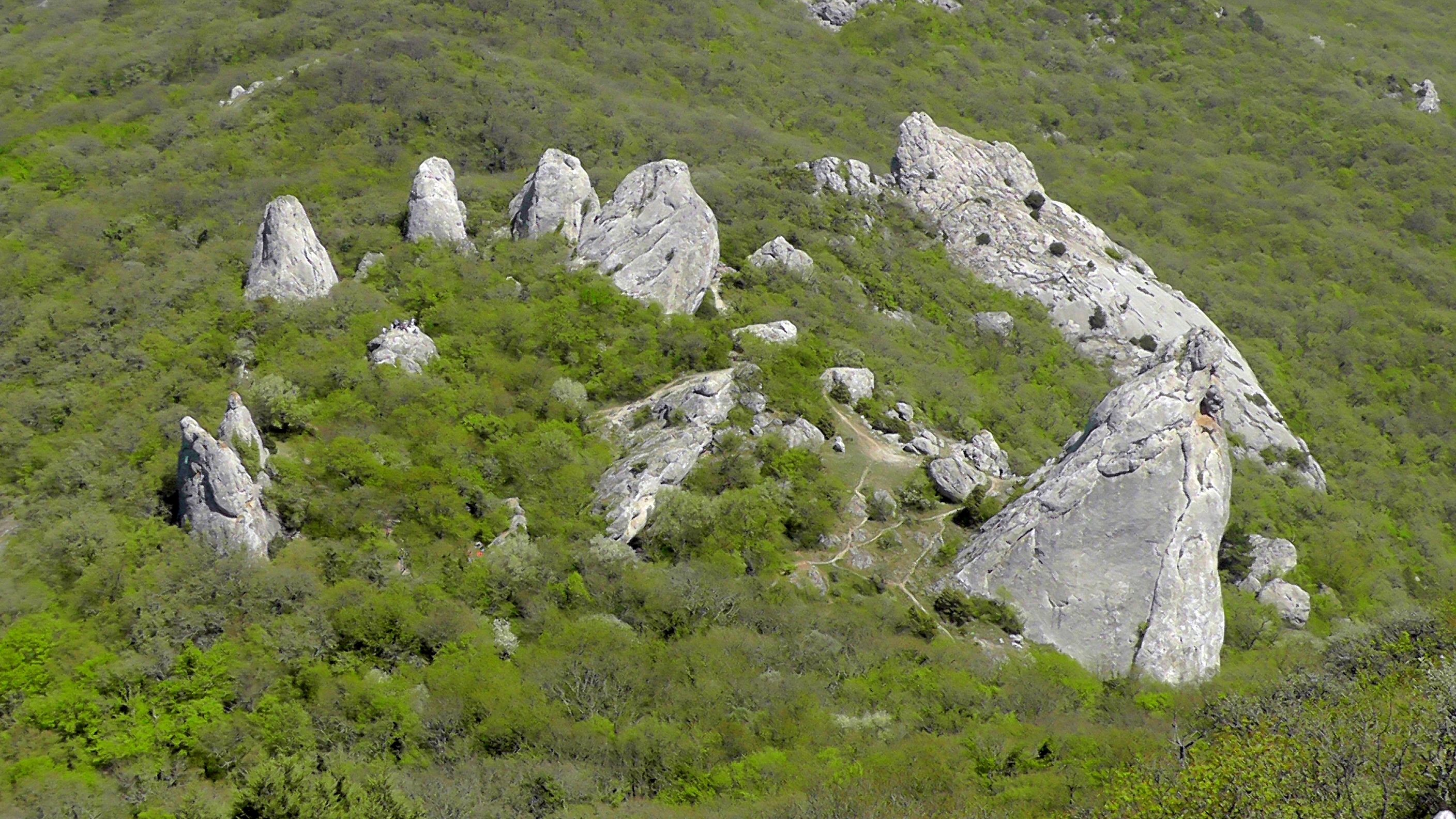
Скелі Тишлар
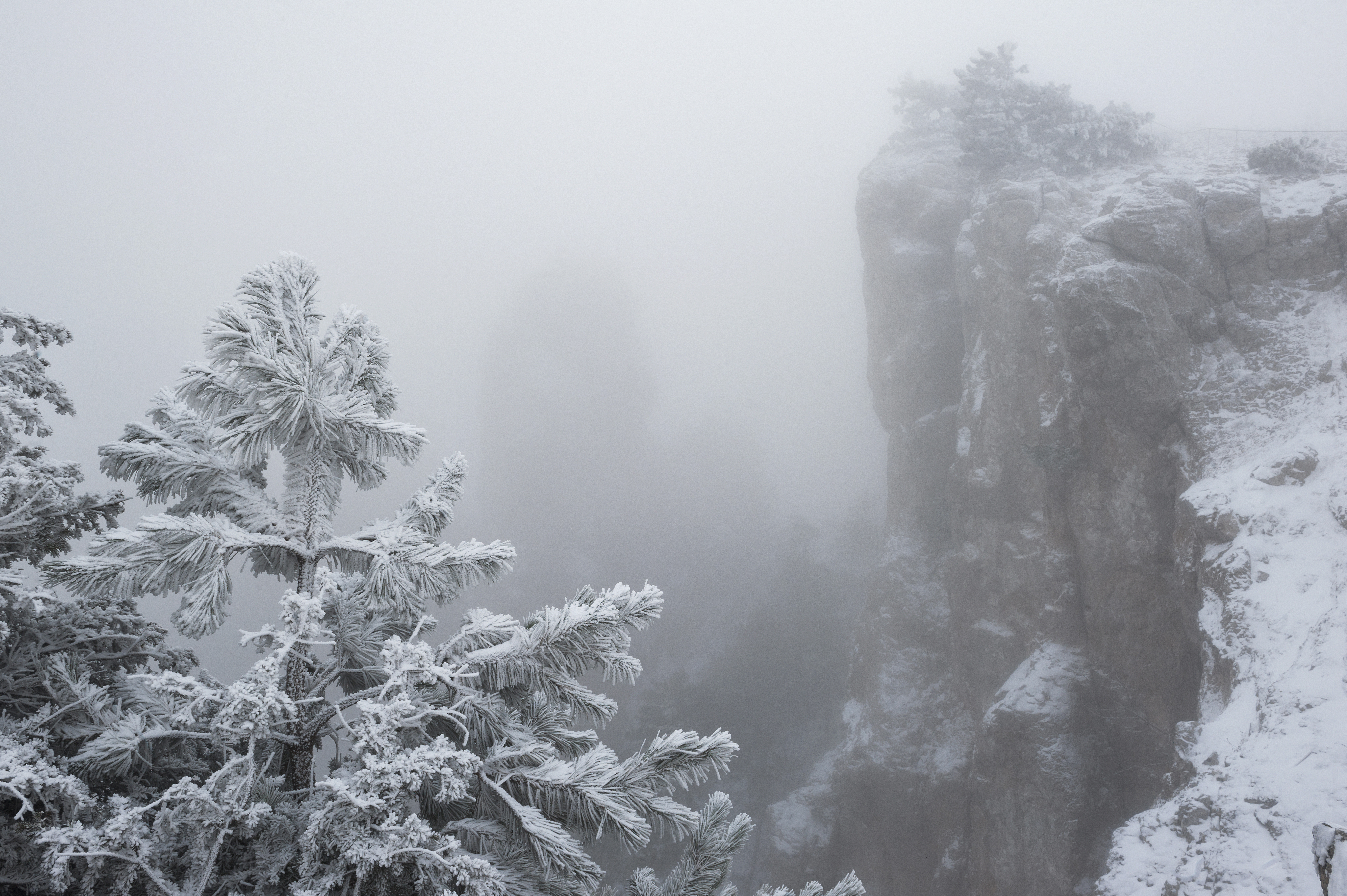
Краєвид на Ай-Петрі взимку

## Ресурси Інтернету
- Україна Інкогніта [Архівовано 23 серпня 2011 у Wayback Machine.]